# Ріккі Вілсон
Ріккі Гелтон Вілсон (англ. Ricky Helton Wilson; 19 березня 1953, Атенс (Джорджія, США) — 12 жовтня 1985, Нью-Йорк) — американський співак, автор пісень, музикант, найбільш відомий як гітарист і засновник музичного рок-колективу «The B-52's», що належить до Нової хвилі.

## Біографія
Ріккі Вілсон народився 19 березня 1953 у Афінах (штат Джорджія, США). Музичну кар'єру розпочав на початку 1970-х — в цей час він виступав у гурті «Black Narcissus», члени якого виконували пісні у стилі хеві-метал. У 1977 увійшов до початкового складу гурту «The B-52's» як гітарист, перед цим він, а також інші майбутні учасники «The B-52's» — його молодша сестра Сінді Вілсон, Кейт Пірсон, Кіт Стрікленд та Фред Шнайдер — домовилися про створення гурту в Афінах під час відвідування місцевого китайського ресторану. Після музичної сесії, проведеної вдома у друга членів гурту Оуена Скотта III, «The B-52's» виступили для своїх друзів на вечірці, присвяченій Дню святого Валентина.
Як і інші учасники «The B-52's» чоловічої статі, Ріккі Вілсон мав нетрадиційну сексуальну орієнтацію, тривалий час (до початку 1990-х) цей факт приховувався від широкого загалу.

### Смерть
Ріккі Вілсон помер 12 жовтня 1985 у віці 32 років у Нью-Йорку під час запису четвертого альбому «The B-52's» «Bouncing off the Satellites», причиною смерті стали захворювання, що розвинулися на фоні СНІДу. За словами Кейт Пірсон, музикант приховував стан свого здоров'я від інших членів «The B-52's», оскільки не хотів, щоб вони через це хвилювалися. Незадовго до своєї смерті Вілсон виконував гітарні партії у пісні «Breakin' In My Heart», яка увійшла до дебютного альбому співака Тома Верлейна. Крім музичної діяльності, Ріккі Вілсон знявся у декількох фільмах, серед яких — «One Trick Pony». Похований на цвинтарі Oconee Hill Cemetery в Атенс.

## Фільми
- Saturday Night Live (1980; музичний гість)
- One Trick Pony (1980; як учасник гурту «The B-52's»)
- Athens, Ga. — Inside/Out (1987; як учасник «The B-52's»)
- The B-52's Time Capsule: Videos for a Future Generation 79-98 (video) (1998; як учасник «The B-52's»)
- The Tonight Show with Jay Leno (2008; як учасник «The B-52's»)
- Ellen: The Ellen DeGeneres Show (2008; як учасник «The B-52's»)